# Янис Рицос
Янис Рицос (на гръцки: Γιάννης Ρίτσος) е гръцки поет и ляв политически активист, член на Гръцката съпротива по време на Втората световна война. На него е посветен страховития „парк на душите“ на планината Парнита над Атина.

## Биография

### Произход и юношески години
Янис Рицос е роден на 1 май 1909 г. в заможно семейство на земевладелци в Монемвасия. Той е последното дете на семейство Рицос. Баща му, Елефтериос, е роден през 1872 г. и идва от Крит. Имал е контакти с духовенството, но е завършил само основно училище. Майката на Рицос е Елефтерия Вузунара, родена през 1879 г., дъщеря на заможни търговци от Гитио. Двамата се женят, когато тя е още на 13 години, и се уговарят да заживеят заедно за постоянно, щом тя завърши гимназия.
Още като дете претърпява тежки загуби. Съвсем малък той става свидетел на смъртта на майка си и на по-големия си брат от туберкулоза, след това прибирането на баща му в психиатрична клиника и финансовия срив на семейството. Самият Янис е изпратен в санаториум за туберкулозно болни, където остава между 1927 и 1931 г.

### Начало на литературните му занимания
През 1931 г. Рицос става член на Гръцката комунистическа партия (KKE). Кръгът му от приятели се състои от работници и естествено идва отпечатването на Трактор през 1934 г., вдъхновен от футуризма на Владимир Маяковски. През 1935 г. излиза и Пирамиди. Тези две произведения бележат крехкия баланс между вярата в бъдещето, основана на комунистическия идеал, и отчаянието от собствената участ.
Големият обрат в поетиката на Рицос е поемата Епитафия, публикувана през 1936 г.

### Политическите катаклизми на 30-те години
През август 1936 г. на власт идва десният авторитарен режим на Йоанис Метаксас и Епитафия е публично изгорена в подножието на Акропола в Атина. Рицос вече е променил своята поетика: използвайки постиженията на сюрреализма в полето на сънищата и изненадващите асоциации. През този период Рицос публикува Елегия за сестра ми (1937), Симфония на пролетта (1938).

### Окупация, Гражданска война и Хунта
По време на Окупацията на Гърция през Втората световна война (1941–1945) той става член на EAM (Националния фронт за освобождение) и написва няколко поеми за гръцката Съпротива. Рицос подкрепя левицата и в последвалата Гражданска война (1946-1949). През 1948 г. е арестуван и изпратен за четири години в затворнически лагер. През 1950-те Епитафия, върху която Микис Теодоракис е написал музика, се превръща в химн на гръцката левица.
За дълги периоди поради левите ѝ идеи поезията му е забранена за отпечатване в Гърция.
Една от най-важните му творби е Лунната соната (1956).
През 1967 г. е арестуван от диктатурата на Пападопулос и изпратен в лагер в Гярос.

## Признание
Днес Рицос се приема за един от петимата най-големи поети на Гърция, редом до Константинос Кавафис, Костас Кариотакис, Георгиос Сеферис, и Одисеас Елитис. На едно място френският поет Луи Арагон казва, че Рицос е „най-големият съвременен поет“.
Неуспешно е предлаган девет пъти за Нобелова награда за литература. Когато печели Ленинската награда за мир (преди 1956 г. – Сталинска награда за мир) през 1977 г. той заявява: „Тази награда е по-важна за мен от Нобеловата“. Рицос е лауреат и на Димитровска награда за литература (1974).
Рицос е носител на Златния венец на Стружките вечери на поезията през 1985 г.
Получава също и наградата „Алфред дьо Вини“, наградата „Таормина“, Катания, Сицилия, и наградата „Сереньо Бриенци“, Италия (1976).
Избран е за почетен доктор на Солунския университет „Аристотел“, Бирмингамския университет (1978), Лайпцигския университет „Карл Маркс“ (1984) и Атинския университет (1987), и за почетен член на Академия „Маларме“.
Избран е за член на Академията на науките и литературата в Майнц и на Академията на науките и литературата в Атина. Председател е на Гръцко-съветската асоциация (1975).
Почетен гражданин на Никозия (1979), Елефсина (1982) и Лариса (1983).
През 1987 г. кметът на Атина го награждава със Златен почетен медал на града.

### Поезия
- Τρακτέρ (Трактор), (1934)
- Πυραμίδες (Пирамиди), (1935)
- Επιτάφιος (Епитафия), (1936)
- Το τραγούδι της αδελφής μου (Елегия за сестра ми), (1937)
- Εαρινή συμφωνία (Пролетна симфония), (1938)
- Το εμβατήριο του ωκεανού (Маршът на океана), (1940)
- Παλιά μαζούρκα σε ρυθμό βροχής (Старата мазурка с ритъм на дъжд), (1943)
- Δοκιμασία (Процесът), (1943)
- Ο σύντροφός μας (Нашият другар), (1945)
- Ο άνθρωπος με το γαρύφαλλο (Човекът с карамфила), (1952)
- Αγρύπνια (Събуждане), (1954)
- Πρωινό άστρο (Звезда за закуска), (1955)
- Η σονάτα του σεληνόφωτος (Лунната соната), (1956)
- Χρονικό (Хроника), (1957)
- Αποχαιρετισμός (Сбогом), (1957
- Χειμερινή διαύγεια (Зимна яснота), (1957)
- Πέτρινος χρόνος (Каменна година), (1957)
- Οι γειτονιές του κόσμου (Космическите гета), (1957)
- Οταν έρχεται ο ξένος (Когато дойде странник), (1958)
- Ανυπόταχτη πολιτεία (Ново управление), (1958)
- Η αρχιτεκτονική των δέντρων (Архитектоника на дърветата), (1958)
- Οι γερόντισσες κ' η θάλασσα (Стариците и морето), (1959)
- Υδρία (Урна), (1957)
- Το παράθυρο (Прозорец), (1960)
- Η γέφυρα (Мостът), (1960)
- Ο Μαύρος Αγιος (Черният светец), (1961)
- Το νεκρό σπίτι (Мъртвият дом), (1962)
- Κάτω απ' τον ίσκιο του βουνού (Под сянката на планината), (1962)
- Το δέντρο της φυλακής και οι γυναίκες (Дървото на затвора и жените), (1963)
- 12 ποιήματα για τον Καβάφη (12 поеми за Кавафис), (1963)
- Μαρτυρίες Α, (1963)
- Παιχνίδια τ'ουρανού και του νερού (Играчките на небето и водата), (1964)
- Φιλοκτήτης (Филоктет), (1965)
- Ρωμιοσύνη (Елинизмът), (1966)
- Μαρτυρίες Β, (1966)
- Ορέστης (Орест), (1966)
- Όστραβα, (1967)
- Πέτρες, Επαναλήψεις, Κιγκλίδωμα (Камъни, повторения, парапети), (1972)
- Η Ελένη (Елена), (1972)
- Χειρονομίες (Жестове), (1972)
- Τέταρτη διάσταση (Четвърто измерение), (1972)
- Η επιστροφή της Ιφιγένεια (Завръщането на Ифигения), (1972)
- Χρυσόθεμις (Хризотемида), (1972)
- Ισμήνη (Исмена), (1972)
- Δεκαοχτώ λιανοτράγουδα της πικρής πατρίδας (18 малки песни за горчивата родина), (1973)
- Διάδρομος και σκάλα (Коридор и стълба), (1973)
- Γκραγκάντα, (1973)
- Σεπτήρια και Δαφνηφόρια, (1973)
- Ο αφανισμός της Μήλος (Унищожението на Милос), (1974)
- Υμνος και θρήνος για την Κύπρο (Химн и трен за Кипър), (1974)
- Καπνισμένο τσουκάλι (Опушено глинено гърне), (1974)
- Κωδωνοστάσιο (Камбанария), (1974)
- Χάρτινα (Хартия), (1974)
- Ο τοίχος μέσα στον καθρέφτη (Стената в огледалото), (1974)
- Η Κυρά των Αμπελιών (Господарката на лозята), (1975)
- Η τελευταία προ Ανθρώπου Εκατονταετία, (1975)
- Τα επικαιρικά (Актуалните въпроси), (1975)
- Ημερολόγιο εξορίας (Календар на изгнанието), (1975)
- Μαντατοφόρες (Програми), (1975)
- Θυρωρείο (Портиер), (1976)
- Το μακρινό (Далечното), (1977)
- Γιγνεσθαι (Ставайки), (1977)
- Βολιδοσκόπος, (1978)
- Τοιχοκολλητής (Плакат), (1978)
- Τροχονόμος (Пътен полицай), (1978)
- Η Πύλη (Портите), (1978)
- Το σώμα και το αίμα (Тялото и кръвта), (1978)
- Μονεβασιώτισσες, (1978)
- Το τερατώδες αριστούργημα (Чудовищният шедьовър), (1978)
- Φαίδρα (Федра), (1978)
- Λοιπόν (След това), (1978)
- Το ρόπτρο (Чукалото), (1978)
- Μια πυγολαμπίδα φωτίζει τη νύψτα (Светулка свети в нощта), (1978)
- Γραφή Τυφλού (Писане на сляпо), (1979)
- Όνειρο καλοκαιρινού μεσημεριού (Блажен летен сън), (1980)
- Διαφάνεια (Прозрачност), (1980)
- Πάροδος (Преход), (1980)
- Μονόχορδα (На една струна), (1980)
- Τα ερωτικά (Еротика), (1981)
- Συντροφικά τραγούδια (Песен за другарите), (1981)
- Υπόκωφα (Приглушено), (1982)
- Μονοβασιά (Обща основа), (1982)
- Το χορικό των σφουγγαράδων, (1983)
- Τειρεσίας (Тирезий), (1983)
- Με το σκούντημα του αγκώνα, (1984)
- Ταναγραίες (Танагра), (1984)
- Ανταποκρίσεις (Отзиви), (1987)
- 3Χ111 Τρίστιχα (3х111 тристишия), (1987)
- Αργά πολύ αργά μέσα στη νύχτα (Късно, твърде късно през нощта), (1991)

### Драматургия
- Μια γυναίκα πλάι στη θάλασσα (Една жена на брега на морето), (1942)
- Πέρα απ'τον ίσκιο των κυπαρισσιών (Извън сянката на кипарисите), (1947)
- Τα ραβδιά των τυφλών, (1959)
- Ο λόφος με το συντριβάνι

### Преводи
- Александър Блок, Дванайсетте, (1957)
- Антология на румънската поезия, (1961)
- Атила Йожеф, Стихотворения, (1963)
- Владимир Маяковски, Стихотворения, (1964)
- Дора Габе, Мен, майка ми и света, (1965)
- Иля Еренбург, Дървото, (1966)
- Назъм Хикмет, Стихотворения, (1966)
- Антология на чешката и словашката поезия, (1966)
- Николас Гилен, Голямата зоологическа градина, (1966)
- Алексей Толстой, Ядосаната коза, (1976)
- Хо Ши Мин, Затворнически календар

### На български
- Янис Рицос. Избрана лирика. София: Народна култура, 1961, 147 с.
- Янис Рицос. Четвъртото измерение. Превод Здравка Михайлова и Яна Букова. София: Фондация за българска литература, 2002, 227 с. (ISBN 954-677-021-3)
- Никола Вапцаров, Янис Рицос. За него – живота – направил бих всичко. Така е братко, както си го казал. София: Вяра, 2004. (ISBN 954-9409-03-1)
- Янис Рицос. Ариостос Внимателния разказва мигове от живота и сънищата си. Превод Здравка Михайлова. София: Балкани, 2005, 92 с. (ISBN 954-9446-08-5)
- Янис Рицос. Писмената на зрящия. Превод Здравка Михайлова. София: Стигмати, 2009. (ISBN 978-954-336-088-8)[9]